# Blood Drive
Blood Drive é uma série de televisão americana de exploitation e ficção científica que foi exibida no Syfy. Após o final de temporada, o seu criador James Roland anunciou que o canal optou por interromper a produção.

## Sinopse
Los Angeles, 1999 - O Futuro: onde a água é escassa como petróleo e a mudança climática mantém uma temperatura elevada até na sombra. Um lugar onde o crime é tão desenfreado que somente a pior violência é punida, onde Arthur Bailey - o último bom policial da cidade - entra em conflito com a perigosa e mais suja reunião clandestina de carros no mundo, a Blood Drive. O mestre de cerimônias é um pesadelo vaudevilliano. Os motoristas são assassinos desviantes e os carros correm com sangue humano.

## Elenco

### Principal
- Alan Ritchson como Arthur Bailey
- Christina Ochoa como Grace D'Argento
- Thomas Dominique como Christopher Carpenter
- Marama Corlett como Aki
- Colin Cunningham como Julian Slink

### Recorrente
- Andrew Hall como o Gentleman
- Darren Kent como o Scholar
- Sean Cameron Michael como Old Man Heart
- Carel Nel como Rasher
- Aidan Whytock como Garrett Kemble
- Brandon Auret como Rib Bone
- Craig Jackson como Cliff
- Jenny Stead como Domi
- Alex McGregor como Karma